# 바렌느의 밤
바렌느의 밤(That Night In Varennes, La Nuit De Varennes)은 프랑스에서 제작된 에토레 스콜라 감독의 1982년 드라마 영화이다. 쟝 루이스 바롤트 등이 주연으로 출연하였다.

## 출연

### 주연
- 쟝 루이스 바롤트
- 마르셀로 마스트로이안
- 하비 케이틀
- 한나 쉬굴라